# Васильченко, Владимир Евстафьевич
Владимир Евстафьевич Васильченко (6 апреля 1900, Москва, Российская империя — 6 ноября 1961, там же, СССР) — советский библиотековед, преподаватель и специалист в области истории и организации библиотечного дела.

## Биография
Родился 6 апреля 1900 года в Москве. В 1920 году вступил в ряды КПСС. Начиная с 1924 года работал в массовых библиотеках Москвы с переменным успехом вплоть до 1934 года. В 1934 году устроился на работу в МГБИ и преподавал вплоть до своей смерти, одновременно с этим в том же году поступил в аспирантуру там же, которую он окончил в 1940 году. В середине 1940-х годов занимал должность декана факультета библиотековедения, заведовал аспирантурой и заведовал кафедрой библиотековедения. Во время начала ВОВ руководил операцией по эвакуации ценнейших книжных фондов государственных публичных и научных библиотек.
Скончался 6 ноября 1961 года в Москве.

## Научные работы
Основные научные работы посвящены библиотековедению. Автор свыше 110 научных работ, а также создатель курса История библиотечного дела в СССР.